# Обединський Євген Олександрович
Євген Олександрович Обєдінський (12 жовтня 1983, Жданов — 17 березня 2022, Маріуполь) — український ватерполіст, майстер спорту та неодноразовий чемпіон України. Син та учень Олександра Обедінського.

## Біографія
Грав під керівництвом свого батька у ватерпольному клубі «Іллічівець» із Маріуполя. Був 13-разовим чемпіоном України у складі клубу, багаторічний капітан національної збірної України з водного поло.
Після завершення кар'єри гравця тренував дитячу команду у Керчі.
У 36 років він став удівцем — дружина померла від ускладнень грипу. Самотужки піднімав на ноги трьох дітей.
Загинув в Маріуполі під час російського озброєного вторгнення на Україну: за повідомленням батька спортсмена, було вбито осколком на балконі свого будинку. Що стало з тілом Євгена Обединського — рідні не знають.
12-річна дочка спортсмена Кіра, що залишилася сиротою, кілька днів переховувалася в Маріуполі в підвалах, потім разом з групою жителів міста намагалася вийти з окупації. Під час виходу з міста вони зачепили розтяжку, Кіра отримала осколкові поранення шиї та обличчя. Її доправили спочатку в Мангуш, а потім — в лікарню Донецька. Завдяки зусиллям Олександра Обединського та української влади Кіру за півтора місяці вдалося повернути рідним.